# Víctor Ruiz (football, 1989)
Pour les articles homonymes, voir Víctor Ruiz.
Víctor Ruiz Torre, né le 25 janvier 1989 à Esplugues de Llobregat, est un footballeur espagnol, international catalan, qui évolue au poste de défenseur central.

## Biographie

### En club

#### Valence CF
Recrue défensive de choix pour le Valence CF, Víctor Ruiz ne tarde pas à confirmer et s'affirme comme être l'un des piliers de la défense Murcielagos. Son association avec Adil Rami est alors l'une des plus performantes de la Liga. À la suite de la blessure du légendaire capitaine du club Che David Albelda, il reconduit au poste de milieu défensif auquel il s'avère être très performant.

### En club
- RCD Espanyol B
  - Champion d'Espagne de D4 en 2009 (en)

- Valence CF
  - Vainqueur du Trophée Naranja en 2011, 2012 et 2013

- Espanyol Barcelone
  - Vainqueur de la Coupe de Catalogne de football en 2010

 Betis Séville
- Coupe d'Espagne
  - Vainqueur en 2022

### En sélection
- Équipe d'Espagne espoirs
  - Vainqueur du Championnat d'Europe espoirs en 2011

### Distinction individuelle
- Membre de l'équipe type du championnat d'Espagne en 2016 (avec Villarreal)